# Atomic Roooster
Atomic Roooster, stilizzato come Atomic R-o-ooster è il primo album della rock band Inglese Atomic Rooster, pubblicato il 20 marzo 1970. Registrato tra l'autunno 1969 ed il febbraio dell'anno seguente, è considerato tra i capostipiti del dark progressive rock. 

## Il disco
Dopo che Arthur Brown lasciò la Crazy World nell'estate 1969 per unirsi a una comune, il tastierista Vincent Crane e il batterista Carl Palmer decisero di continuare cone Atomic Rooster durante il volo di ritorno in Inghilterra dalla seconda tournée negli USA, il venerdì 13 giugno dello stesso anno. Il rooster del titolo si riferisce al calendario cinese, per il quale il 1969 era l'anno del gallo. Durante il primo tour statunitense della Crazy World, il tastierista Crane aveva subito un'ospedalizzazione di quattro mesi a Banstead, dove gli venne diagnosticato il disturbo bipolare, patologia che affliggerà sia la sua vita che la carriera dei Rooster; nel mentre, Crane aveva lavorato a del materiale musicale, che venne utilizzato in seguito all'entrata del cantante e polistrumentista Nick Graham, e a volte rielaborato. il lavoro di gruppo risultava in uno schieramento a trio tastiere - basso - batteria tipica di molti gruppi come i The Nice di Keith Emerson o i Quatermass, ma con tematiche più vicine all'occultismo e al satanismo, avvicinandosi così ai Black Sabbath, dei quali apparivano la risposta progressive, con l'utilizzo della chitarra elettrica da parte di Graham in S.L.Y.. 
La prima formazione iniziò a sfaldarsi subito dopo la pubblicazione: quando John Du Cann entrò in formazione come chitarrista, Graham lasciò il gruppo per gli Skin Alley. Poco prima che Palmer andasse a suonare nei Emerson, Lake & Palmer nell'estate 1970, vennero inoltre registrate tre demo con la formazione Crane - Du Cann - Palmer pubblicate nella ristampa CD della Akarma Records prima e poi nel box set ufficiale Sleeping for Years - The Studio Recordings 1970/1974 nel 2017. Dopo aver provato Ric Parnell, il ruolo di batterista andò a Paul Hammond, con il quale il gruppo iniziò a registrare Death Walks Behind You, pubblicato nel settembre 1970.
Il disco è stato ristampato nel 2001 dalla Sanctuary Records, nel 2006 in formato bootleg dalla Akarma Records, nel 2016 in vinile dalla Music On Vinyl nonché nel già citato box set del 2017 Sleeping for Years - The Studio Recordings 1970/1974 dalla Esoteric Records.

### La copertina
Dal punto di vista grafico, la copertina rappresenta un'illustrazione surreale di Adrian George raffigurante un gallo con un seno femminile umano dentro una teca di vetro sospesa in aria, realizzata per conto della Diogenic Attempts Ltd., mentre sul retro vi erano le foto dei tre musicisti in bianco e nero. La primissima stampa ebbe anche un errore di stampa: le ultime due tracce di entrambi i lati erano scambiate, in modo tale che Winter e Decline and Fall fossero sul lato B anziché sul lato A, e viceversa con la cover di Broken Wings, scritta da John Mayall, e la strumentale Before Tomorrow. Inoltre nelle successive ristampe inglesi, in seguito all'entrata di John Du Cann come chitarrista e l'uscita di Graham, vennero registrate ex novo le canzoni Friday 13th (con la voce solista di Du Cann), Before Tomorrow e S.L.Y., dove però venne mantenuta la traccia vocale di Graham. Nonostante il cambio di musicisti, tuttavia, i crediti rimasero quelli della primissima stampa.

## Le canzoni

### Lato A
1. "Friday 13th" (Vincent Crane) - 3:35
2. "And So to Bed" (Vincent Crane) - 4:13
3. "Winter" (Vincent Crane) - 6:57
4. "Decline and Fall" (Vincent Crane) - 5:49

### Lato B
1. "Banstead" (Vincent Crane) - 3:29
2. "S.L.Y." (Vincent Crane) - 4:46
3. "Broken Wings" (John Mayall) - 5:41
4. "Before Tomorrow" (Vincent Crane) - 5:54

## Crediti

### Atomic Rooster (primissima stampa)
- Vincent Crane - pianoforte, organo
- Carl Palmer - batteria
- Nick Graham - basso, voce solista, flauto, chitarra elettrica ne S.L.Y.

### Atomic Rooster (ristampe successive)
- Vincent Crane - pianoforte, organo
- Carl Palmer - batteria
- Nick Graham - basso (2, 3, 4, 5, 7), voce solista (2, 3, 4, 5, 6, 7) e flauto
- John Du Cann -chitarra elettrica (1, 4, 6) e voce solista (Friday 13th)

### Crediti
- Adrian George - illustrazione di copertina
- Diogenic Attempts Ltd. - design
- R. Loosemore - fotografie retro
- RSO Publishing, Essex International e Getaway Music - edizioni musicali
- Atomic Rooster e John Colton - produzione